# Puristická čtyřka
Puristická čtyřka se říkalo neformální skupině mladých architektů, absolventů Českého vysokého učení technického v Praze, kteří se hlásili k myšlenkám purismu, architektury očistěné od ornamentu. Byli jimi Evžen Linhart, Jaroslav Fragner, Karel Honzík a Vít Obrtel. Ve skupině byli tito tvůrci spojeni od roku 1921, v roce 1923 mj. vstoupili do Devětsilu. Tvorba Puristické čtyřky je kvalitou vzácně vyrovnaná.
„Styl Puristické čtyřky ... symbolizuje svět letních plováren, ale i účelné průmyslové výroby, svět hlavních tříd s kavárnami a reklamami a svět nádraží a přístavů, svět nedělních posezení »při grogu a gramofónu, co v zahradách šumí fontány a rozsvěcují se lampióny jeden za druhým,« jak to ve svém poetisticky laděném manifestu Renesance z roku 1926 vyjádřil Vít Obrtel.“

Skupina působila v první polovině 20. let 20. stol.